# Индепендьенте Медельин
«Индепендье́нте Медельи́н» (исп. Corporación Deportiva Independiente Medellín) — колумбийский футбольный клуб из города Медельин. Клуб является шестикратным чемпионом Колумбии и семь раз финишировал на втором месте.

## История
Клуб был основан 15 апреля 1913 года. С момента введения профессионализма в 1948 году, «Индепендьенте» шесть раз выиграл чемпионат Колумбии, а также дважды завоевал Кубок страны. За более чем 70 лет «Индепендьенте Медельин» лишь четыре сезона провёл во Втором дивизионе — в 1952, 1953, 1958 и 1971 годах.
«Медельин», как зачастую называют эту команду, девять раз участвовал в розыгрышах Кубка Либертадорес и дошёл до полуфинала этого престижнейшего клубного соревнования Южной Америки в 2003 году.
Главным соперником клуба являются соседи по городу и стадиону — «Атлетико Насьональ».

## Достижения
- Чемпион Колумбии (6): 1955, 1957, 2002-II, 2004-I, 2009-II, 2016-I
- Вице-чемпион Колумбии (7): 1959, 1961, 1966, 1993, 2001, 2008-II, 2012-II, 2014-II, 2018-II
- Обладатель Кубка Колумбии (3): 1981, 2019, 2020
- Финалист Кубка Колумбии (1): 2017
- Финалист Суперлиги Колумбии (1): 2017
- Участник полуфинала Кубка Либертадорес (1): 2003

## Участие в международных турнирах
- Кубок Либертадорес (9): 1967, 1994, 2003, 2005, 2009, 2010, 2017, 2019, 2020
- Южноамериканский кубок (4): 2006, 2016, 2017, 2018
- Кубок КОНМЕБОЛ (1): 1995